# Týnec (district de Břeclav)
Pour les articles homonymes, voir Týnec.
Týnec (en allemand : Teinitz) est une commune du district de Břeclav, dans la région de Moravie-du-Sud, en République tchèque. Sa population s'élevait à 1 109 habitants en 2020.

## Géographie
Týnec se trouve à 11 km à l'est-nord-est de Břeclav, à 12 km au sud-ouest de Hodonín, à 55 km au sud-est de Brno et à 236 km au sud-est de Prague.
La commune est limitée par Moravská Nová Ves au nord et au nord-est, par la Slovaquie au sud-est, par Tvrdonice au sud et au sud-ouest, et par Hrušky à l'ouest.

## Histoire
La première mention écrite de la localité date de 1030.